# Доверие (фильм, 1990)
«Доверие» — кинофильм.

## Сюжет
Молодая девушка ссорится со своими родителями и уходит из дома. Она бродит по улицам и встречает разных людей. Сперва домохозяйку, которая рассказывает ей о своих проблемах и немного помогает. Затем мужчину, который берёт бездомную девушку к себе домой. Между парочкой возникает любовь…

## В ролях

- Марко Хант
- Мерритт Нелсон
- Эдриэнн Шелли
- Эди Фалко
- Мартин Донован
- Джон Мак Кэй

## Съёмочная группа
- Автор сценария: Хэл Хартли
- Режиссёр: Хэл Хартли
- Оператор: Майкл Спиллер
- Монтаж: Ник Гомес
- Продюсер: Брюс Уайсс
- Композитор: Фил Рид
- Художники: Джули Фэбиэн и Даниэль Уйет
- Костюмы: Клодия Браун